# Jonathan Dassin
Jonathan Dassin (né le 14 septembre 1978) est un chanteur, auteur et compositeur français. Il est le fils aîné de Joe Dassin et petit-fils du réalisateur Jules Dassin. Il interprète sur scène en France et à l'étranger ses titres originaux ainsi que le répertoire de son père.

## Biographie

### Filiation et enfance
Petit-fils du réalisateur Jules Dassin et fils aîné de Joseph Ira Dassin (Joe Dassin) et de Christine Dassin (née Delvaux), Jonathan nait le 14 septembre 1978 à l'hôpital américain de Neuilly.
En août 1980, alors âgé de 23 mois, il est présent aux côtés de son père qui décède d'une crise cardiaque lors d'un déjeuner à Tahiti. Après le décès de leur père, leur mère mène un combat de plusieurs mois pour récupérer la garde de ses enfants.

## Carrière musicale

### Débuts
Jonathan a suivi des études d'arts à l'Institut Saint-Luc de Tournai en Belgique.
De retour en France, il évolue pendant six ans en tant que trompettiste et choriste avec le groupe afro-caribéen Nassara et se produira au Bataclan ou encore en première partie des Wailers.
En 2006, Jonathan collabore au spectacle "Joe DASSIN, la grande fête musicale", qui réunit sur scène trente artistes reprenant les plus grands titres de Joe Dassin. Fort de son succès après une soixantaine de représentations au Canada, le spectacle se produira dans plusieurs villes des États-Unis.

### Albums
- Jonathan Dassin (2013) : son premier album éponyme mêle influences de voyages et compositions personnelles[7]. Collaborent à cet album de grands noms de la musique dont Mitch Olivier[8] (Ärsenik, Saïan Supa Crew...) ou encore Yovo M'Boueke[9] qui a collaboré avec Stephane Eicher, Alain Bashung ou encore Rachid Taha.
- À Toi (2020) : hommage multi artistes à Joe Dassin produit par Sony Music[10]. Jonathan Dassin interprète en solo le titre "Marie-Jeanne" et en duo avec la chanteuse Carla Lazzari le titre "Siffler sur la colline".

- L'Été indien (2025) : reprise électro-pop sortie pour les 50 ans du tube original[11].
- Jonathan a annoncé la sortie d'un double album à la fin de l'année 2025 auquel a participé Adam Vadel[12], connu notamment pour ses collaborations avec Kanye West ou encore Yseult.

### Tournées internationales
Depuis 2014 il est un des rares artistes français à se produire régulièrement au Kazakhstan et au Kirghizistan. Il y effectue une série de concerts prestigieux dans le cadre d'évènements nationaux parmi lesquels : 
- l'année de la France au Kazakhstan avec un concert à Chimbulak[13].
- plusieurs concerts dans le cadre de l’Année de la France au Kazakhstan[14], répondant à l'invitation de Monsieur Yessengali Baïmenov, nommé en 2014 Consul honoraire de France dans la ville d’Atyraou.
- en 2024 un concert à Chymkent auquel participent plus de 8 000 spectateurs[15] dans le cadre de Norouz.

Depuis 2023 Jonathan Dassin effectue une série de concerts en France et à l’étranger, rendant hommage à ses racines tout en affirmant un regard d’auteur sur son époque.
Il est convié à l'UNESCO pour célébrer la fin des jeux paralympiques en 2024.
En 2024 au Portugal il effectue une série de concerts dans plusieurs villes du pays. Le spectacle intitulé "Jonathan Dassin Canta Joe Dassin” est notamment joué dans la prestigieuse salle le Colisée des Recreios.

## Cinéma et télévision
Jonathan travaille sur la sortie d'un biopic sur son père et réalisé par David Charhon .
Il a également évoqué la sortie prochaine d'un documentaire retraçant la véritable histoire de la famille Dassin. Le documentaire repose sur les révélations de l'enquête de sa compagne, détective privée.

## Vie privée
Jonathan Dassin, discret sur sa famille a révélé que sa compagne se prénomme Samira et qu'ils sont parents de deux enfants, Jana née en 2009 et Jahlil né en 2015, poursuivant ainsi la tradition des prénoms en « J » au sein de la famille Dassin.